# Cò ngàng nhỏ
Cò ngàng nhỏ (danh pháp khoa học: Ardea intermedia) là một loài diệc kích thước trung bình. Một vài nhà phân loại học xếp nó vào chi Egretta hay Mesophoyx. Địa bàn sinh sống của chúng là từ châu Phi, qua tiểu lục địa Ấn Độ đến Đông Nam Á và Úc.

## Phân loài
Loài này gồm 3 phân loài như sau:
- A. i. brachyrhyncha (Brehm A.E., 1854): Châu Phi phía nam Sahara.
- A. i. intermedia Wagler, 1829: Nhật Bản tới miền nam Ấn Độ và quần đảo Sunda Lớn.
- A. i. plumifera (Gould, 1848): Đông Indonesia, New Guinea, Australia.

Đôi khi chúng được nâng cấp thành các loài riêng biệt.and these are sometimes raised in to species:

## Mô tả
Loài này dài 56–72 cm (22–28 in), sải cánh 105–115 cm (41–45 in) và nặng chừng 400 g (14 oz), với bộ lông trắng toát, chân tối màu và mỏ màu vàng, hơi dày. Vào mùa sinh sản mỏ có thể trở màu đỏ hay đen, vùng da quanh miệng khi há ra có màu vàng ánh xanh, bộ lông dạng sợi lỏng lẻo trên ngực và lưng. Ngoại hình giữa con đực và cái không khác nhau lắm.
A.i. intermedia (phân loài nguyên chủng) khác A.i. brachyrhyncha và A. i. plumifera ở chỗ nó có mỏ đen khi có bộ lông sinh sản, trong khi A.i. plumata có mỏ vàng-hồng còn A. i. brachyrhyncha thì màu vàng hơn. Khác biệt khác giữa phân loài nguyên chủng với 2 phân loài kia là ở chỗ intermediate có màu đen ở phần trên của chân so với màu ánh đỏ ở phân loài brachyrhyncha.

## Tập tính
Cò ngàng nhỏ săn mồi ở vùng nước nông duyên hải hay nước ngọt, như ruộng ngập nước. Nó ăn cá, ếch nhái, giáp xác và côn trùng. Nó thường xây tổ thành bầy cùng những con cò và diệc khác, trên cây và trong bụi rậm. Con cái đẻ từ hai đến năm trứng.

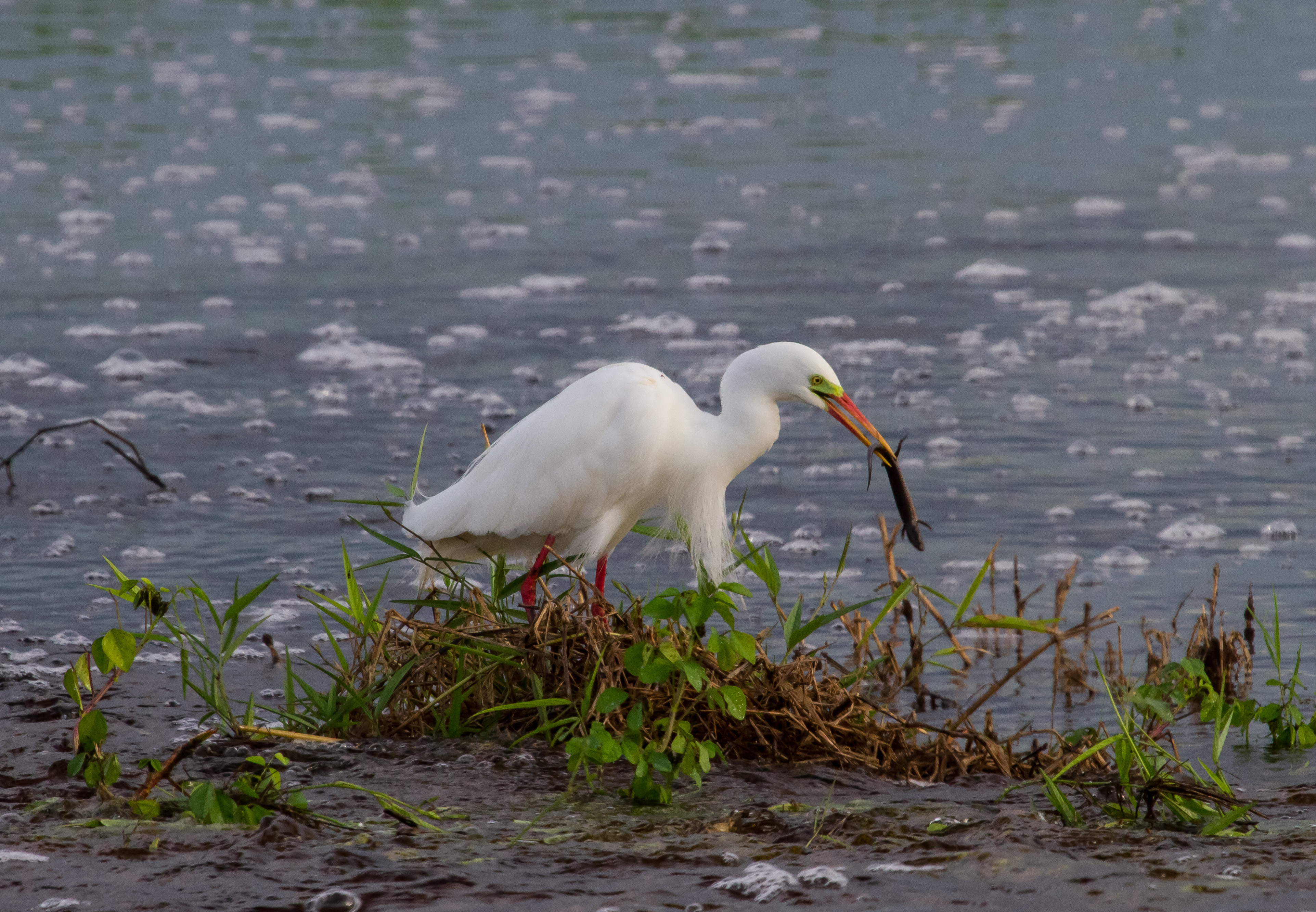
Ở Lãnh thổ Bắc Úc

## Hình ảnh
- Cò ngàng nhỏ ăn chuột, ở Queensland, Úc.

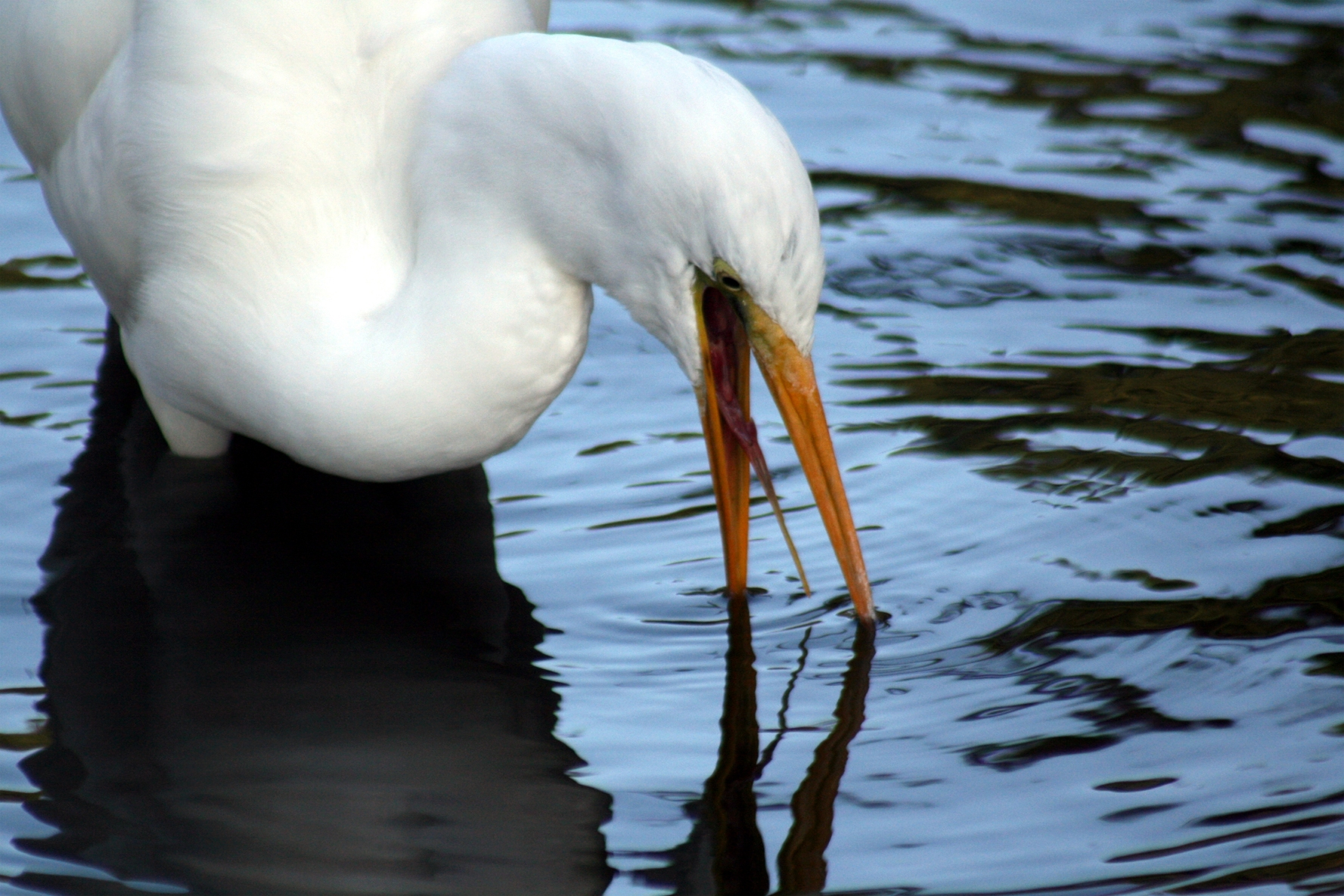
Cò thè lưỡi
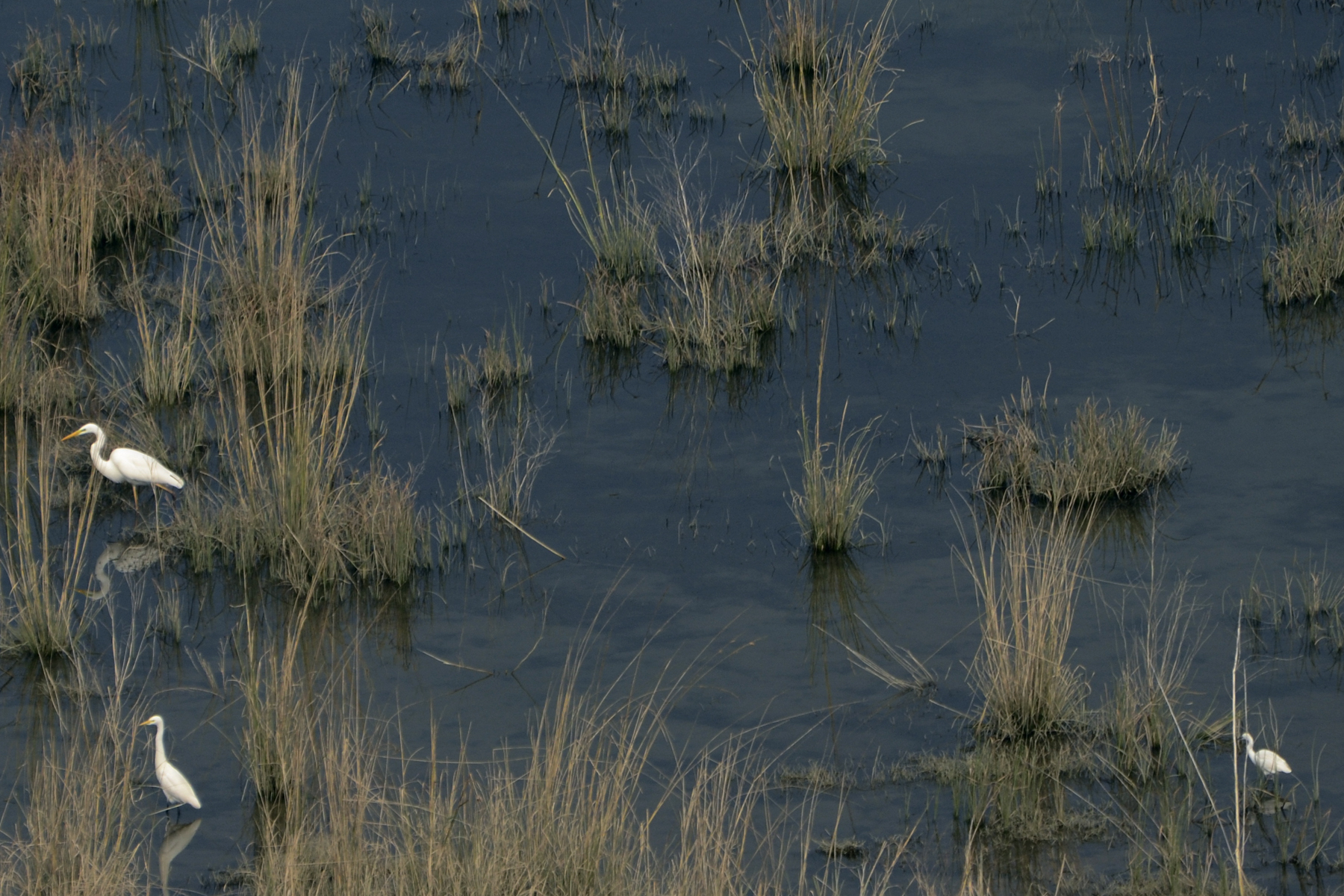
Ảnh chụp cho thấy kích thước của diệc lớn, cò ngàng nhỏ và cò trắng
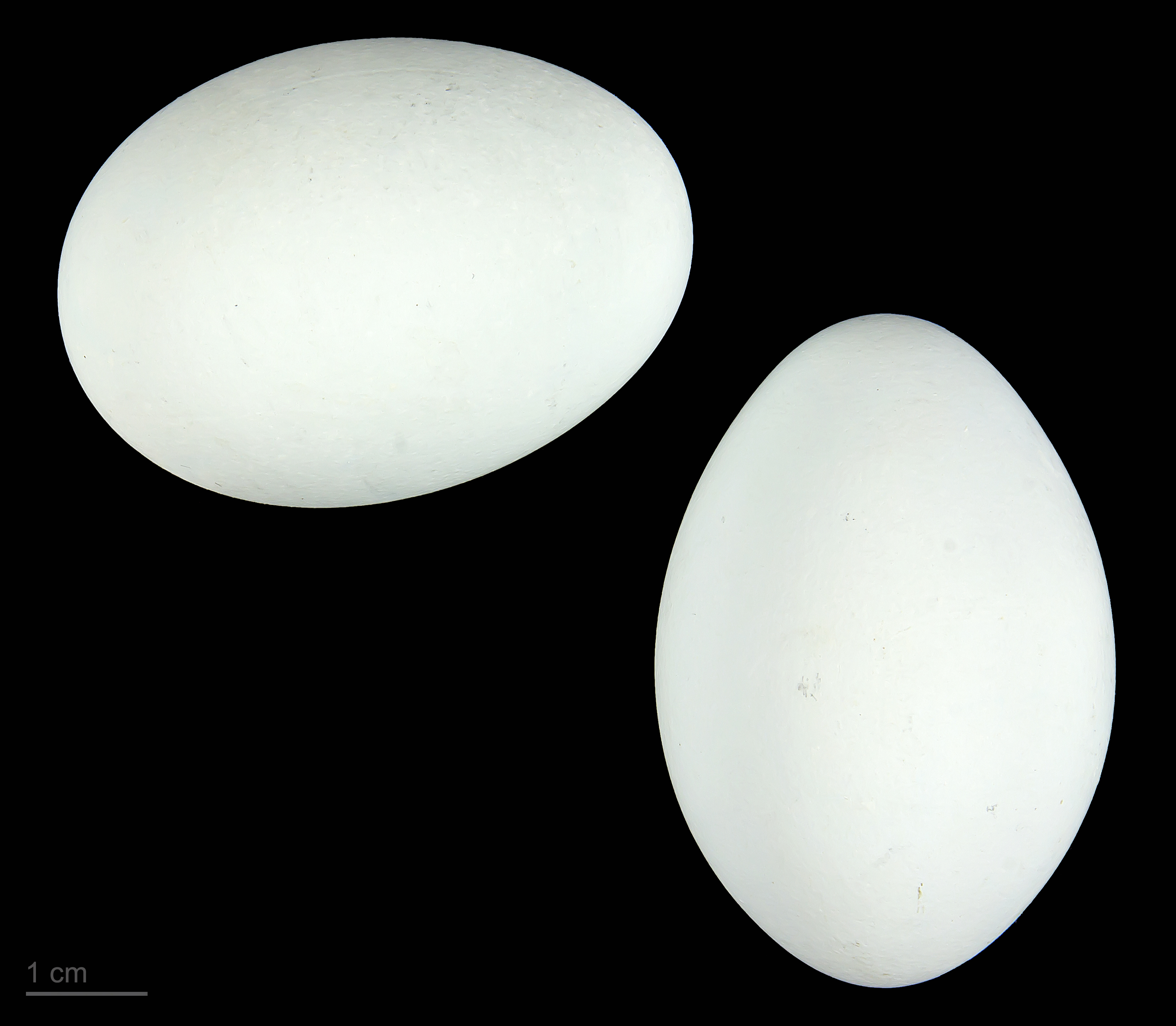
Mẫu vật bảo tàng